# Großsteingrab Hald
Das Großsteingrab Hald ist eine nur in Resten erhaltene megalithische Grabanlage der jungsteinzeitlichen Nordgruppe der Trichterbecherkultur im Kirchspiel Torup in der dänischen Kommune Halsnæs.

## Lage
Das Grab liegt in Hald zwischen den heutigen Häusern Fåretoften 2 und 4. In der näheren Umgebung gibt bzw. gab es zahlreiche weitere megalithische Grabanlagen.

## Forschungsgeschichte
In den Jahren 1887 und 1942 führten Mitarbeiter des Dänischen Nationalmuseums Dokumentationen der Fundstelle durch. Eine weitere Dokumentation erfolgte 1990 durch Mitarbeiter der Forst- und Naturbehörde.

## Beschreibung
Die Anlage besitzt eine nord-südlich orientierte rechteckige Hügelschüttung mit einer Länge von mindestens 16 m, einer Breite von 6 m und einer Höhe von 1,3 m. Von der Grabkammer wurden 1887 einige Steine registriert, die in Unordnung umherlagen und lediglich auf eine ungefähr nord-südliche Orientierung hinwiesen. Die Maße und der genaue Typ der Kammer sind unbekannt.